# Объяснение в любви
«Объяснение в любви» — советский двухсерийный художественный фильм-мелодрама режиссёра Ильи Авербаха по мотивам книги Евгения Габриловича «Четыре четверти». Производство киностудии «Ленфильм», 1977 год.

Премьера состоялась в августе 1978 года.

## Сюжет
Главный герой — талантливый, но робкий литератор Филиппок переживает вместе со своей страной тяжёлые годы революции, разрухи и войны. Невзгоды ему помогает преодолевать безответная и преданная любовь к вдове комиссара Зиночке, которая по-хозяйски управляет его карьерой, не стесняясь заводить романы с другими мужчинами. Историю своей жизни Филиппок опишет в книге, которую на закате дней преподнесёт уже смертельно больной, но по-прежнему горячо любимой жене с благодарностью за пережитое.

…Филиппок — «человек, сохранивший себя», хоть и жена, и большая история сделали многое, лишь бы тому воспрепятствовать. Душевная конституция Филиппка такова, что жар внутреннего огня нужно кому-то адресовать, иначе горение не будет постоянным и ровным. Может быть, Зина не слишком годилась на роль «адресата», но дело не в ней, а в самом Филиппке, в его способности излучать душевное тепло. Герой тем самым не столько связывает оба пласта реальности, сколько наполняет их собственной сутью и собственным смыслом.
— Илья Авербах

## Съёмки
Обращение к стилю «ретро» вошло в моду в период создания картины. Однако создатели фильма не поддались соблазну подчинить весь фильм реконструкции ушедшей эпохи. Для них она осталась лишь естественным фоном повествования.

Несколько точно отобранных деталей прошлого могут прозвучать выразительнее, чем целое антикварное собрание, представленное зрителям в фильме… Мне кажется, что кинематографу по самой природе его противопоказана «живописность»… Киноискусство сильно́ эстетикой реальности, которой надо управлять, чтобы воздействовать на зрителя. Поэтому мы стремились своё видение времени выразить средствами кинематографа…
— Илья Авербах о работе над картиной с оператором Дмитрием Долининым и художником Владимиром Светозаровым

## В ролях
- Эва Шикульская — Зиночка (озвучивает Валентина Панина)
- Юрий Богатырёв — Филиппок, писатель
- Ангелина Степанова — Зиночка в старости
- Бруно Фрейндлих — Филиппок в старости
- Кирилл Лавров — Всеволод Николаевич Гладышев, друг Филиппка
- Александр Коваленко — следователь
- Юрий Гончаров — матрос
- Николай Ферапонтов — синеглазый
- Светлана Крючкова — новобрачная
- Борис Соколов — скрипач
- Иван Мокеев — бродяга
- Татьяна Шаркова — Маслёнкина
- Иван Бортник — Кройков (озвучивает Игорь Ефимов)
- Денис Кучер — Васька, сын Зиночки
- Дарья Михайлова — девочка на пароходе
- Никита Михайловский — Филиппок-подросток  (в титрах - Никита Сергеев)
- Людмила Аринина — Серафима Петровна, соседка Зины
- Валерий Дегтярь — бандит
- Игорь Дмитриев — пассажир на пароходе
- Василий Корзун — офицер
- Ефим Каменецкий — чекист
- Виталий Матвеев — заключённый
- Юрий Медведев — бригадир Маслёнкиной
- Владимир Мишанин — «дед», хозяин «малины»
- Карина Моритц — внучка Филиппка
- Юрий Оськин — главарь банды
- Эрнст Романов — хозяин избы
- Анатолий Рудаков — новобрачный
- Ёла Санько — Люба, подруга Зины
- Станислав Соколов — отдыхающий на море
- Александр Суснин — председатель колхоза

## Съёмочная группа
- Автор сценария: Павел Финн
- Режиссёр: Илья Авербах
- Оператор: Дмитрий Долинин
- Художник: Владимир Светозаров